# Paulo Roberto Moreira da Costa
Paulo Roberto Moreira da Costa, genannt Paulão (* 29. April 1969 in Salvador da Bahia) ist ein ehemaliger brasilianischer Beachvolleyballspieler.

## Karriere
Paulão begann seine internationale Karriere 1991 mit Paulo Emilio. Das Duo gewann 1992/93 die Open-Turniere in Lignano Sabbiadoro und Enoshima. Zwei Jahre später spielte Paulão vorübergehend mit Roberto Lopes da Costa und schaffte Turniersiege in Carolina und erneut Enoshima. 1997 gewannen Paulão und Paulo Emilio die Alanya Open. Anschließend traten sie bei der ersten Weltmeisterschaft in Los Angeles an und gewannen die Bronzemedaille.
Nachdem Paulão von Ende 1998 bis 1999 mit wechselnden Partnern angetreten und bei der WM in Marseille mit Rodrigo Pietraroia nicht über Platz 41 hinausgekommen war, bildete er im Jahr 2000 ein neues Duo mit Jefferson Bellaguarda. Das beste Ergebnis war ein dritter Rang in Klagenfurt. 2002 und 2003 spielte Paulão wieder mit seinem alten Partner Paulo Emilio und erreichte unter anderem noch einen fünften Platz in Fortaleza im Oktober 2002. Ein Jahr später beendete der aus Salvador da Bahia stammende Sportler seine Karriere.